# 헨리 2세
헨리 2세(영어: Henry II, 1133년 3월 5일~1189년 7월 6일)은 잉글랜드 플랜태저넷 왕가의 첫 번째 국왕이다(재위: 1154년~1189년). 국왕으로 즉위 전에는 앙리(프랑스어: Henri)로 불렸다. 별명은 짧은 망토왕(영어: Curtmantle). 앙주 백작, 멘 백작, 노르망디 공작, 아키텐 공작, 낭트 백작이기도 하다.
1152년, 루이 7세의 전처였던 엘레오노르 다키텐 여공작과 혼인하면서 그녀가 소유하고 있던 광대한 아키텐을 차지했으며 1154년에는 외조부 헨리 1세 시대의 통치권을 되찾아 잉글랜드 국왕이 되었다. 반대세력을 평정하는 등의 노력으로 웨일즈에서 주도권을 재구축했으며, 아일랜드 정복에도 힘썼다.
프랑스에서 영토 문제로 루이 7세와 수십년간 다투었는데 숱한 평화 회담과 많은 조약을 체결했는데도 평화는 오래가지 않았다. 헨리 2세는 브르타뉴 공국을 차지해 동으로는 중부 프랑스, 남으로는 툴루즈 백국까지 지배권을 확장하는 일변, 잉글랜드와 노르망디에서 다양한 사법 체계 개혁을 추진해 미래 잉글랜드 법을 정초했고 왕실 재정과 통화를 재정비하였다.
말년에 상속 갈등으로 자식들이 반란을 일으켜 힘든 시기를 보냈다. 아들 리처드가 프랑스의 필리프 2세와 연합하여 1189년에 반란을 일으켰는데, 자신이 아끼던 막내아들 존마저 리처드의 편에 서서 반란에 가담하자 충격을 받은 헨리 2세는 전의를 상실한채 그 해 시농성에서 죽고 말았다.

## 생애

### 출생과 초기 생활
1133년 3월 5일 조프루아 5세 당주 백작과 마틸다의 장남으로 프랑스 왕국 르망에서 태어났다. 앙주 백작위는 10세기에 형성되었으며 앙주가 출신 지배자가 수 세기간 프랑스 전체에 걸쳐 신중한 결혼들과 정치적 동맹을 통해 그들의 영향력과 권력을 확장하고자 시도했다. 본디 앙주 백작령은 프랑스 왕실 영토에 부합하나, 앙주 영지에 대한 왕실의 힘은 11세기에 걸쳐 약화되었고 이에 앙주 영지는 자치적으로 운영되었다.
잉글랜드 왕이자 노르망디 공작인 헨리 1세의 장녀였던 헨리의 어머니 마틸다는 첫 남편 하인리히 5세가 죽은 후 1128년에 앙주백과 재혼하였고 1135년 부왕의 사망 이후 사촌 에티엔 드 블루아(마틸드 1세 드 불로뉴 여백작의 남편)과의 왕위다툼에서 밀려났다. 아버지 조프루아는 혼란을 노르망디를 공격할 기회로 활용했으나 잉글랜드 갈등에 직접적인 역할은 하지 않았다. 빅토리아 시대의 사학자들이 명명한 "무정부 시대"로 불린 이 전쟁은 질질 끌어지고 교착상태로 악화되었다.
헨리는 아마 그의 어머니의 가정에서 그의 어린 시절을 지냈으며, 1130년대 말 마틸다와 노르망디로 동행했다. 헨리의 유년시절 후기, 아마도 7살 쯔음,땐 앙주에서 지냈으며 그는 거기서 그 시대의 문법학자라고 알려진 상트의 피에르에게 교육받았다. 1142년 말, 제프리는 9살먹은 헨리를 글로스터의 로버트와 동행해 남서부 잉글랜드에 있는 앙주가의 스티븐 반대세력의 중심인 브리스톨로 보낼 결심을 했다. 친척의 집에 아이들을 교육시키는 것은 그 시기의 귀족들에게 흔하긴 했으나, 헨리를 잉글랜드로 보내는 것은 제프리가 잉글랜드의 전쟁에 참여를 거부한 비난에 대한 정치적 이익이 있었다. 1년정도, 헨리는 로버트의 자식들중 한 명인 우스터의 로저와 함께 살았고 마스터 매튜에게 교육받았다. 로버트의 가정은 그들의 교육과 학식으로 유명했다. 브리스톨의 성 아구스틴의 수사신부들 역시 헨리의 교육에 도움을 주었고, 그는 나중에 그들을 애착과 함께 기억했다. 헨리는 1143년 혹은 1144년 앙주로 돌아왔고, 다른 유명한 교수인 콘슈의 귀욤 아래서 교육을 재개했다.
헨리는 1147년 그가 14살 때 잉글랜드로 돌아왔다. 그의 직속 가족과 작은 수의 용병을 갖고, 그는 노르망디를 떠나 잉글랜드에 도착하고,윌트셔를 공격했다. 처음에 일어난 극심한 공포에도 불구하고, 원정은 조금 성공했다. 그리고 헨리는 그의 군대에게 지불할 돈이 없으며 그러므로 노르망디로 돌아갈 수 없다는 걸 알았다. 그의 엄마도, 그의 삼촌도 그에게 지원을 준비하지 않았으며, 이는 첫 원정에 대해 그들이 만족하지 않았음을 암시했다. 놀랍게도, 대신에 헨리는 미해결된 임금을 지불했고 그렇게 함으로써 헨리가 고상하게 은퇴할 수 있게 한 스티븐에게 돌아갔다. 스티븐이 그렇게 한 이유는 확실하지 않다. 가능성있는 설명 중 하나는, 친족 구성원에 대한 그의 공손함이고 다른 하나는 그가 전쟁을 어떻게 평화적으로 끝낼까 고민하기 시작했다는 것이다. 그리고 이것을 헨리와의 관계 구축의 길로 보았다. 1149년 헨리는 다시끔 개입했다. 내전 중 헨리의 전쟁이라 불리는 시기가 시작되었다. 이 때, 헨리는 북부 스코틀랜드의 데이비드 1세, 대부분의 북서부 잉글랜드를 지배한 강력한 지역 통치자인 헨리의 종조부 체스터의 라널프와 동맹을 맺고자 했다. 이 동맹 아래에서, 헨리와 라널프는 아마도 올 스코틀랜드의 도움과 함께 요크를 공격하기로 동의했다. 이 계획된 전투는 북쪽의 요크를 향한 스티븐의 신속한 행군 후 붕괴되었고 헨리는 노르망디로 돌아갔다.

### 작위 계승과 결혼

전성기 시절 헨리 2세가 주장한 자신의 영토 (적색과 보라색 영역)

1150년 은퇴한 마틸다에게 노르망디 공작 칭호를 상속받고 1151년 아버지 조프루아가 죽자 앙주 백작위를 계승했다. 1152년 5월에 프랑스 왕 루이 7세의 전처였던 엘레오노르와 혼인하면서 막대한 지참금으로서 아키텐, 푸아티에, 기엔, 가스코뉴를 차지하게 되었다. 이 혼인에서 자식 여덟 명(윌리엄, 헨리, 리처드, 제프리, 존, 마틸다, 엘리오노르, 조안)을 슬하에 두었다.

### 잉글랜드 국왕
1153년 1월 헨리가 외조부로부터 물려받은 왕권을 되찾기 위해서 군사를 이끌고 잉글랜드를 침공하자 스티븐이 이에 맞서며 왕위쟁탈을 위한 전쟁이 벌어졌다. 그러던중 스티븐의 아들 외스타슈가 1153년 8월에 세인트 에드먼드 수도원에서 사고로 죽는 일이 발생했다. 자신의 권력을 물려주려고 했던 스티븐은 실의에 빠졌고, 자포자기하듯 그해 11월에 헨리를 차기 왕위계승자로 인정하는 월링퍼드 조약을 맺었다. 헨리는 자신이 즉위후 스티븐의 차남 윌리엄(기욤)에게 불로뉴 백작 직위를 주기로 약속했다. 그해말 헨리가 다시 잉글랜드에 상륙하여 북안 영지를 탈취했지만 스티븐은 이를 묵인하였다.
1154년 스티븐이 죽자 월링퍼드 조약에 따라 불로뉴 백작위를 윌리엄에게 넘기고 잉글랜드 왕으로 즉위했다. 21세의 젊은 왕 헨리는 외모상 군주로서 위엄이 부족해 보였다. 작은 키에 땅딸막한 체격이었고 수척한 외모였다. 얼굴은 주근깨가 난 마른 얼굴에 홀쭉해 보였고 짧게 자른 황갈색 머리카락과 회색 눈이었으며, 옷을 아무렇게나 입어서 맵씨도 없었다. 그러나 침착하고 냉정하게 처신하여 인품은 주목받았고 사람들에게 호감을 얻었다. 때로는 성난 짐승처럼 억제할 수 없는 성미를 드러내기도 했고 냉혹하고 무자비한 성정을 노출하기도 했다.

### 영토 확장
1171년 아일랜드를 병합하고 1173년 대반란이 일어나 스코틀랜드의 사자왕 윌리엄과의 전투에서 이겨 잉글랜드 국력을 신장하게 했다.

### 행정·사법 제도 개혁
즉위 직후 세출 파악에 나서 재정 정비와 조세제도를 꼼꼼히 기록하고 지출 수납 통제를 세심히 신경 썼다. 1166년, 헨리 2세는 배심제를 도입하였으나 왕권 강화를 중시했던 그 사람은 교회 사법권을 두고 캔터베리의 대주교 토머스 베켓과 반목했다.
1166년 말 배심제 정비에 매진하기 시작해 성직자와 귀족들의 범죄행위와 월권을 단속하겠다고 선포했다. 이전 1164년에도 헨리 2세는 성직자의 범죄를 교회 법원뿐만 아니라 세속 법원에서도 재판 가능한 클라렌던 헌장을 제정하려 했다. 헌장에는 교회에서 제멋대로 재판하는, 교회 재판권 금지 조항을 추가하였다. 베켓이 이끄는 주교단은 이 법이 일사부재리 원칙을 위반한다면서 격렬히 반대했고 시골 백성을 배려한 순회재판소 확충과 문자 교육을 장려했다.
1170년 12월 29일, 기사 네 명이 헨리 2세의 환심을 살 속셈으로 캔터베리에서 베켓 대주교를 죽였다. 전설을 좇으면, 기사 네 명은 헨리 2세가 분노하여 "이 몹쓸 대주교를 없앨 사람이 없단 말인가!" 하는 고함을 듣고서 베켓을 죽이기로 결심했다.
인망이 높던 토머스 베켓이 교회당에서 비참하게 살해당하자 헨리 2세는 비난에 시달렸고 정치적인 이유로 그와 대립했으나 깊이 존경하던 베켓의 죽음에 괴로워했다. 1173년 베켓은 시성되었고 익년 1174년 헨리 2세는 토머스 베켓의 무덤 앞에서 참회했고 만일의 사태에 대비해 용병과 민병으로 구성된 국왕 친위대를 창설하여 신변의 안전을 도모하였다.

### 상속 갈등과 반란

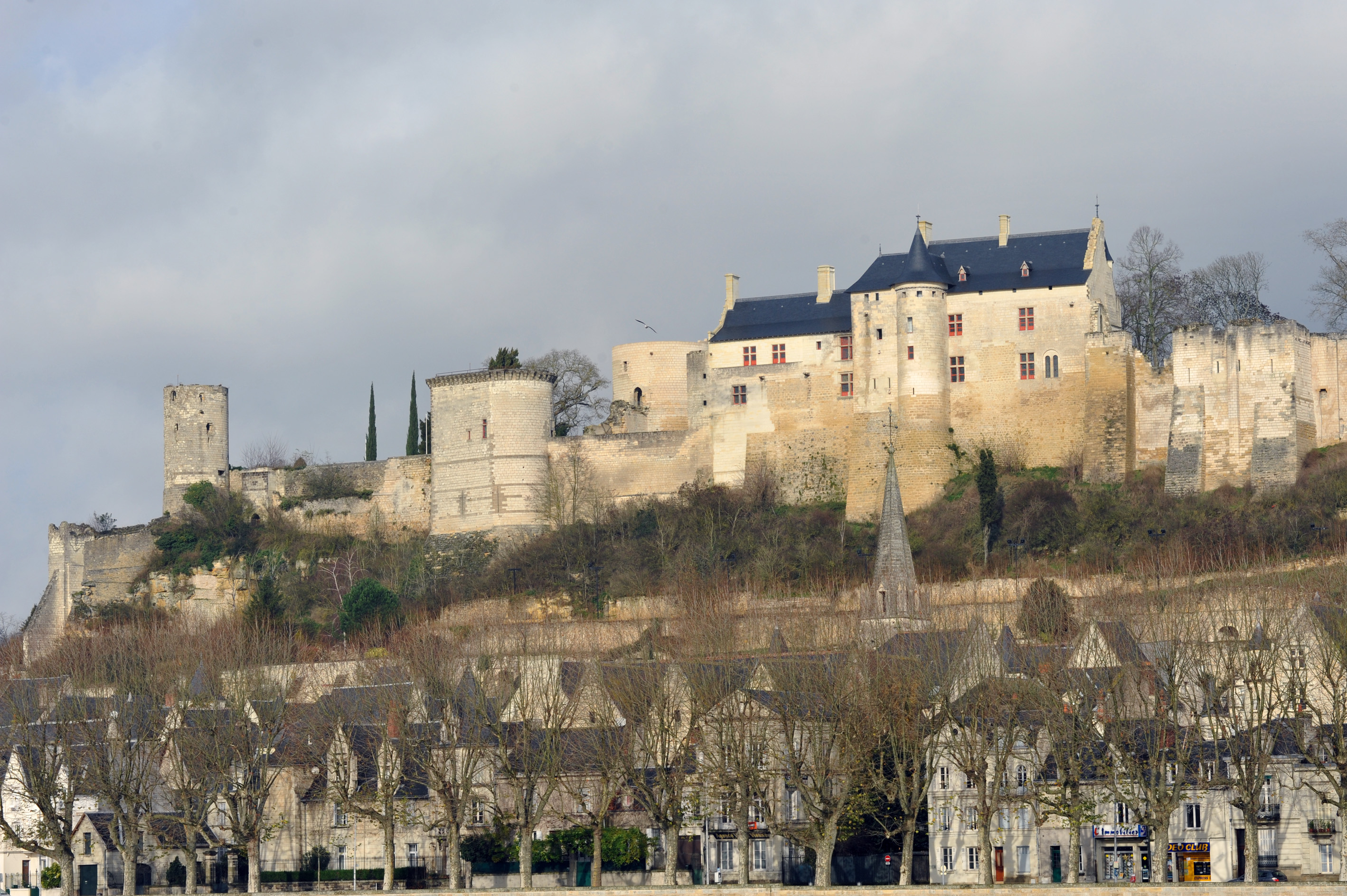
헨리 2세가 머물렀던 시농성

말년에 헨리 2세는 상속 문제로 아들들과 갈등했는데, 왕비 엘레오노르의 배신과 루이 7세 이간 정책까지 겹치면서 크게 고통받았다. 1170년대초에 헨리 2세의 권력은 정점에 있었다. 그는 이 시기를 전후하여 장성한 세아들에게 이미 상속을 결정하였다. 그러나 권력을 내려놓치는 않았기에 1170년에 공동통치자로 임명한 왕세자 헨리가 실권없는 허수아비가 되어 크게 불만을 품게 되었다. 왕세자 헨리가 1173년 반란을 일으키자 평소 헨리 2세의 여성편력에 앙심을 품고 있었던 왕비 엘레오노르가 리처드를 충동질하여 왕위찬탈을 부추겼다.
제프리는 자신의 영지를 아버지 헨리 2세가 막내 존에게 주려한다는 사실을 알고 형 리처드와 함께 반란에 가담했다. 아울러 프랑스, 스코틀랜드, 플랑드르, 불로뉴까지 헨리 2세에게 대항했다. 1174년까지 이어진 반란은 헨리 2세의 영토 전역으로 확대되었으나 헨리 2세의 군사력과 지역 영주들의 협력 덕분에 진압되었다. 진압에 성공한 헨리 2세는 왕비 엘레오노르를 감금했으나 자식들은 용서했다. 그러나 아들들은 여전히 반항적이었고 갈등은 지속되었다. 두번째 반란은 장남 헨리와 리처드가 어머니의 영지인 아키텐을 두고 싸움을 벌이면서 1181년에 시작되었다. 반란은 1183년 6월에 장남 헨리가 갑자기 죽으면서 종결되었다.

### 사망

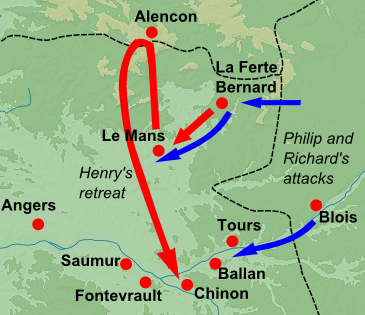
헨리 2세의 마지막 군사활동 (1189년)

1186년에 제프리마저 죽자 두 아들 리처드와 존만 남게 되어 상속문제가 단순해지며 원만히 해결되는듯 했다. 그러나 리처드가 잉글랜드, 앙주, 노르만을 상속받게 되자 막내 존이 아키텐을 달라고 요구하였고, 막내 존을 편애했던 헨리 2세는 아키텐을 존에게 물려주려 했다. 자신을 편애하던 어머니로부터 물려받은 아키텐에 대해 애착심이 강했던 리처드는 양보할 수 없다며 반발하였고, 1188년 11월에 프랑스 왕 필리프 2세와 동맹을 맺어 아버지 헨리 2세를 배신하였다.
리처드는 다음해에 필리프 2세와 연합하여 아버지 헨리 2세를 상대로 반란을 일으켰다. 리처드가 반란을 일으킨 이유중 하나는, 지난 1174년 반란실패후 계속 구금상태에 있던 어머니 엘레오노르를 구출하기 위함으로, 그는 다른 형제보다 어머니의 사랑을 더 많이 받은 아들이었기 때문이다. 또한 아버지 헨리 2세가 자신의 약혼녀인 프랑스 공주 앨리스와 스캔들을 일으킨 것에 대한 충격과 배신감도 한몫했다. 헨리 2세는 르망(Le mans)에서 포위당하기도 하는등 연패하며 도망다녀야 했다. 자신이 아끼던 막내 존에게 도움을 청했으나 전세가 불리하게 돌아가자 막내 존이 배신하며 리처드의 편에 서서 반란에 가담해 버렸다. 존의 배신사실에 충격을 받은 헨리 2세는 1189년 7월 투렌 시농의 시농성에서 죽고 말았다.

## 사후
헨리 2세가 죽은후 리처드 1세가 즉위했고 모후 엘레오노르는 전면에 나서지만 않았을뿐 실질적으로 왕국을 통치했다. 막내아들 존은 반란에 동조한 대가로 아일랜드 영주가 되었다. 아버지를 죽게 만들었다는 죄책감에 시달렸던 리처드 1세는 이를 떨져버리기 위해서 동원할 수 있는 모든 수단을 강구하여 자금을 모은후 십자군 원정을 서둘러 떠났다. 원정 길에 시칠리아를 공격해 쿠데타 이후 감금되어 있던 자신의 여동생이자 구기에르무 2세의 미망인 지우반나 (시칠리아) 왕태후를 구출하고 키프로스섬도 정복했다. 십자군 원정은 성공적이지 못했으나 용맹스럽게 싸운 덕에 그에 대한 평판은 달라졌다.
십자군 원정 기간동안 막내 존이 왕위 찬탈을 시도했으나 모후 엘레오노르가 저지했고 리처드 1세가 귀국한 후 프랑스 내에 있는 잉글랜드 영토도 잘 지켜냈다. 1199년 리처드 1세가 사망한 후 존이 즉위했는데, 그는 프랑스 필리프 2세와의 영토분쟁에서 패하며 대륙에 있는 거의 대부분의 영토를 상실하고 말았다. 이런 존의 실정은 훗날 잉글랜드 군주들이 잃어버린 대륙내 옛 영토를 되찾기 위해 벌린 백년 전쟁의 주요 원인이 되기도 했다.

## 같이 보기
- 엔리케 1세(스페인어판) - 헨리 2세의 외손으로 그의 이름을 카스티야어 식으로 따옴.